# Jean-Louis d'Anglebermes
Jean-Louis d'Anglebermes, né le 17 juillet 1953 à Nouméa, est un homme politique indépendantiste de Nouvelle-Calédonie, militant du Front de libération nationale kanak et socialiste (FLNKS), et en son sein de l'Union calédonienne (UC). 
De 2014 à 2021, il est membre du gouvernement de la Nouvelle-Calédonie chargé du Travail et de l'emploi, du Dialogue social, de la Formation professionnelle et des Relations avec le Conseil économique, social et environnemental de la Nouvelle-Calédonie (CESE-NC). Il est également le vice-président du gouvernement de 2015 à 2019. Il a été auparavant membre du Huitième Gouvernement de Nouvelle-Calédonie, chargé de l'Écologie, du Développement durable, de l'Agriculture, de l'Élevage et de la Pêche.
Le 28 décembre 2021, il est élu président du CESE-NC, devenant le premier indépendantiste à prendre la direction de cette institution.

## Militant du FLNKS
Fils d'un Néo-calédonien d'origine européenne et d'une Mélanésienne, Jean-Louis d'Anglebermes est diplômé d'une maîtrise en chimie analytique et sciences de l'environnement, et d'un diplôme d'études approfondies (DEA) en thermodynamique. Il a enseigné les sciences physiques, l'environnement et l'écologie de 1981 à 1988, il contribue notamment à la rédaction du manuel de seconde sur l'écologie. 
Puis il est le gérant d'une société de pêche et de transformation à Bélep de 1988 à 1993, ainsi que chargé de missions auprès de François Burck, président de l'Union calédonienne (UC) de 1989 à 1996 et collaborateur au conseil de gouvernement de la vice-présidence de l'Assemblée de la Province Nord de 1994 à 1996. Il est candidat pour la première fois aux élections provinciales du 9 juillet 1995 sur la liste du FLNKS menée par Rock Wamytan dans le Sud (en 28e place pour 32 sièges à pourvoir dans une collectivité qui plus est majoritairement anti-indépendantiste, il n'est pas élu). Il est toutefois chargé de missions auprès de la commission de l'agriculture du Congrès de 1996 à 1999. Il devient lui-même agriculteur à Païta en 1999.
Il est commissaire politique adjoint de l'UC et conseiller au bureau politique du FLNKS à partir de 1998, et participe à ce titre aux négociations de l'accord de Nouméa. Il est l'un des signataires le 12 février 1999 de la version définitive de l'accord de Bercy qui met en place un échéancier pour la construction de l'usine du Nord qui est confiée au canadien Falconbridge.  
Il reste ensuite un fidèle de Rock Wamytan, président du FLNKS de 1995 à 2001 et de l'UC de 1999 à 2001, face à la fronde de jeunes élus du parti (le « G7 », mené par Pascal Naouna ou Charles Pidjot, qui forme son propre groupe à l'UC et force finalement Wamytan à abandonner ses deux présidences en 2001). D'Anglebermes est ainsi en 8e place de la liste FLNKS menée par Rock Wamytan pour la formation du 2e gouvernement local le 3 avril 2001 (elle obtient 3 des 11 sièges à pourvoir), puis en 6e place sur celle tirée par Déwé Gorodey pour la désignation de l'exécutif suivant le 28 novembre 2002 (2 élus sur 10). Cette fidélité lui vaut une certaine mise à l'écart des instances dirigeantes du FLNKS et de l'UC en même temps que la traversée du désert de Wamytan, entre 2004 et 2008. Durant cette période, il redevient professeur remplaçant, tout en continuant à mener son exploitation agricole à Païta. 
Aux élections municipales de mars 2008, il est présent à Païta en cinquième position sur la liste « Union citoyenne avec le FLNKS » de Louis-Jean Païta. Celle-ci n'obtient que 421 voix et 7,97 % des suffrages exprimés, et ne se qualifie pas pour le second tour. Ensuite, pour les élections provinciales du 10 mai 2009, il est le directeur de campagne de la liste unitaire du FLNKS menée par Rock Wamytan dans le Sud, étant qui plus est candidat en 21e place. Elle réunit 5 342 votes (8,82 %) et gagne ainsi 4 sièges sur 40 à l'Assemblée provinciale (dont 3 des 32 envoyés au Congrès).

## Membre du gouvernement
Jean-Louis d'Anglebermes est choisi ensuite pour mener la liste du groupe FLNKS (dominé par l'UC) pour l'élection du 8e gouvernement le 5 juin 2009 : elle obtient 13 voix (les 9 de l'UC, 1 du RDO, 1 du Palika, 1 du LKS et 1 du RPC) et 3 des 11 sièges à pourvoir. Le 15 juin suivant, les secteurs d'animation et de contrôle sont répartis entre les membres de l'exécutif, et Jean-Louis d'Anglebermes hérite de ceux de l'Écologie et du Développement durable, de l'Agriculture, de l'Élevage et de la Pêche. 
À ce poste, il relance en avril 2010 les discussions sur la réforme de la réglementation des pesticides (interrompues depuis 2008), sur la base d'un projet de délibération-cadre relative aux « conditions d’autorisation, d’importation, de mise sur le marché, de détention et d’utilisation des substances et produits sanitaires à usage agricole ». Il présente également le 20 mai 2010 pour la première fois en conférence de presse les résultats pour 2009 du plan de surveillance phytosanitaire (mis en place depuis 2006), et selon lequel environ 9,9  % des fruits et légumes locaux comportent des résidus de pesticides non conformes, taux « en légère diminution » par rapport aux années précédentes (11,8 % en 2008, 11,4 % en 2007 et 13,7 % en 2006) mais toujours plus élevé qu'en France métropolitaine. Ces chiffres sont contestés par les associations de consommateurs (qui parlent de 20 à 50 % de produits agricoles vendus en Nouvelle-Calédonie comportant des produits chimiques interdits en Europe) tandis que Jean-Louis d'Anglebermes avoue dès juillet 2010 son incapacité à réunir les acteurs pour négocier sur le sujet. Le 20 décembre suivant, le tribunal administratif de Nouméa, saisi par des groupes écologistes, interdit cinq pesticides pourtant homologués en août de la même année par le gouvernement local : le cyhexatin, le propachlore et trois produits contenant du malathion et du méthomyl. Jean-Louis d'Anglebermes réagit par l'agacement, déclarant : « Ma délibération, elle est prête. De toute façon, ils trouveront toujours un moyen d’attaquer en justice ».  
Il est également chargé d'organiser la lutte gouvernementale contre la prolifération des cerfs, dont la croissance démographique dans les savanes et forêts sèches menacent les écosystèmes. À partir du 1er juillet 2010, la prime à la mâchoire remise aux chasseurs (créée en 2007) de 1 000 à 3 000 francs pacifique pour les adultes et de 3 000 à 5 000 F CFP pour les faons. Pour Jean-Louis d'Anglebermes : « L’objectif de cette mesure est simple. C’est d’inciter les chasseurs à chasser plus et ainsi augmenter le prélèvement de cerfs sur le milieu naturel. À terme, l’objectif à atteindre serait de primer 150 000 mâchoires de cerfs par an pour les trois années à venir ». À compter du 1er janvier 2011, la prime est fixée à 5 000 F CFP pour les faons mais également pour les femelles, et ramenée à 1 000 Francs pour les mâles adultes. En tant que président également de l'Agence pour la prévention et l’indemnisation des calamités agricoles ou naturelles (APICAN), il doit faire face aux conséquences immédiates de la dépression tropicale Vania de janvier 2011, dont les très fortes précipitations ont eu des répercussions graves sur les différentes productions agricoles.
Le 17 février 2011, lui ainsi que les autres membres UC du gouvernement et leurs suivants de liste démissionnent en bloc, relayant ainsi la contestation de leur parti contre Philippe Gomès et Calédonie ensemble sur la question des deux drapeaux (tricolore et indépendantiste) et provoquant ainsi la chute de l'exécutif. Lors de l'élection du successeur de ce dernier le 3 mars 2011, Jean-Louis d'Anglebermes n'est pas reconduit sur la liste du groupe FLNKS et sort donc du gouvernement. Jusqu'à la fin de cette mandature, de 2011 à 2012 puis de 2013 à 2014, il est chargé de mission responsable du Comité consultatif de l'environnement (CCE) auprès du président du Congrès Rock Wamytan.
Pour les élections provinciales du 11 mai 2014, il est candidat en 27e position sur la liste d'union de l'ensemble des forces indépendantistes en Province Sud, toujours conduite par Rock Wamytan. Elle arrive quatrième du scrutin, avec 12 289 voix soit 18,38 % des suffrages exprimés, pour 7 élus provinciaux dont 6 également membres du Congrès, et Jean-Louis d'Anglebermes n'est donc pas élu. Il retrouve toutefois le gouvernement en étant élu en deuxième position sur les listes du groupe UC-FLNKS et Nationalistes menées par Gilbert Tyuienon les 5 juin 2014, 31 décembre 2014 et 31 août 2017. Dans ces trois exécutifs successifs, il est chargé des secteurs du travail et de l'emploi, du dialogue social et de la formation professionnelle. En plus, il obtient également la responsabilité des relations avec le Conseil économique, social et environnemental de la Nouvelle-Calédonie (CESE-NC) à partir de 2015 et de la mise en place de la Banque postale à partir de 2017. Il est également le vice-président du gouvernement du 1er avril 2015 au 5 juillet 2019.
Puis, aux provinciales suivantes du 12 mai 2019, il est cette fois 13e sur la liste du FLNKS Sud de Rock Wamytan, sans être élu une nouvelle fois (puisque cette formation obtient alors le même nombre d'élus qu'en 2014, avec 11 269 votes pour 15,88 % des suffrages exprimés). Il est nouvelle fois de retour au gouvernement, en troisième place sur la liste UC-FLNKS de Gilbert Tyuienon (qui lui succède à la vice-présidence le 9 juillet 2019). Il reste chargé du travail, de l'emploi, du dialogue social, de la formation professionnelle (associée désormais à l'insertion professionnelle) et des relations avec le CESE-NC, mais il doit également assurer le suivi du XIe fonds européen de développement (FED) territorial. Plus tard, à partir du 24 décembre 2019, il récupère en plus les secteurs de l'agriculture, de l'élevage et de la pêche.
Avec l'ensemble des membres indépendantistes, il démissionne pour provoquer la chute du gouvernement le 2 février 2021. Son groupe ayant formé une alliance avec L'Éveil océanien, un petit parti ethnique jouant un rôle de charnière dans les institutions, il n'est candidat qu'en sixième position sur la liste pour l'élection  du nouvel exécutif le 17 février 2021, et n'est donc pas reconduit. Il continue toutefois à expédier les affaires courantes jusqu'à ce que ce gouvernement soit effectivement mis en place, soit le 15 juillet 2021 à la suite de l'élection une semaine auparavant d'un nouveau président, Louis Mapou, premier indépendantiste à accéder à cette fonction.

## Président du CESE-NC
Le 28 décembre 2021, il est nommé au CESE-NC parmi les neuf « personnalités qualifiées » choisies par le gouvernement. Candidat à la présidence de cette institution consultative face au non-indépendantiste Jean Saussay, président de l'Amicale Antilles-Guyane ainsi que militant de L'Avenir en confiance et du Mouvement populaire calédonien, il obtient 19 voix contre 20 au premier tour avant de finalement être élu au second tour avec 21 voix contre 18. Il est le premier indépendantiste à diriger ce Conseil tandis que, à partir de cette date et jusqu'en 2024, toutes les institutions de la Nouvelle-Calédonie (gouvernement, Congrès, Sénat coutumier et CESE) se retrouvent présidées par des membres du FLNKS.